# Theodor Homén

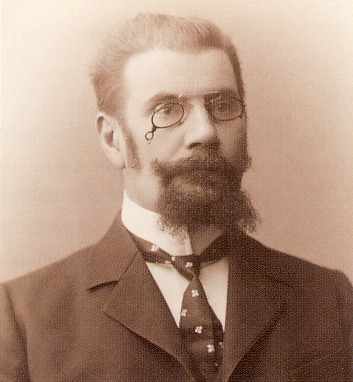
Theodor Homén

Victor Theodor Homén, född 3 juli 1858 i Pieksämäki, död 10 april 1923 i Helsingfors, var en finländsk fysiker. Han var bror till Alexander Homén.
Homén blev student 1876, filosofie kandidat 1881, filosofie licentiat 1884, filosofie doktor och docent i fysik 1886 och förste innehavare av Pippingsköldska professuren i tillämpad fysik vid Helsingfors universitet 1898. Hans förnämsta arbeten är Über die Electricitätsleitung der Gase (i Finska Vetenskapssocietetens "Acta", XVI–XVII), Der tägliche Wärmeumsatz im Boden und die Wärmestrahlung zwischen Himmel und Erde (1898) och Om jordtemperaturbestämningar (1898). Från 1902 förestod han på finländsk sida de hydrografiska undersökningarna av Finska viken och Bottenhavet samt utgav Hydrographische Untersuchungen im nördlichen Teile der Ostsee, im Bottnischen und Finnischen Meerbusen 1898-1904 (1907). 
Under ofärdsåren 1899–1904 var Homén en av det passiva motståndets främste förkämpar. I början av juli 1904 fördes han fängslad till Sankt Petersburg, där honom ålades förvisning från Finland på fem år. Han erhöll dock redan februari 1905 rätt att återvända och valdes till representant i prästeståndet vid lantdagen 1905–06. Sina politiska uppsatser från sagda år utgav han 1906 under titeln Vårt passiva motstånd. Åren 1908 och 1909 invaldes han i lantdagen som medlem av Ungfinska partiet. Han deltog i lantdagarna 1908–13 och, vald av Samlingspartiet, i riksdagarna 1919–21. 
Homén utgav Våra skogar och vår vattenhushållning (1917), där han, utgående från naturens vattenhushållning, pläderar för reglering av vattnet i sjöar och floder samt avdikning av skogarna. År 1918 tog han initiativ, ej utan politiskt bisyfte, till ett stort arbete om Östkarelen och Kola lappmark (på svenska 1920), vilket han på kort tid fick till stånd. Han verkade ivrigt för turistväsendets utveckling i Finland (sedan 1891 funktionär, sist ordförande, i Turistföreningens styrelse). 